# Salvador López Guijarro
Salvador López Guijarro (Granada, 1834-Madrid, 20 de julio de 1904), fue un diplomático, escritor, periodista y traductor español.

## Biografía
Establecido en Madrid en 1860, donde encontró la protección de Antonio de los Ríos Rosas, se inició en el trabajo periodístico en la redacción de El Reino. Colaboró en La Política (donde impugnó la república) y en El Diario Español fue defensor de la restauración; antisagasista en el periódico Cartas Fusionistas; también colaboró en El Debate, dirigió La Patria y fundó y dirigió con Jacinto María Ruiz la quincenal Revista Hispano-Americana, que duró dos años (1881 y 1882) y alcanzó nueve volúmenes; después colaboró en la Revista de España; fue secretario de la Comisaría de los Santos Lugares y, partidario de la Unión Liberal de O'Donnell, este le nombró gobernador civil de Tarragona el 21 de septiembre de 1865; diputado por Lérida en 1865-1866, se le detuvo por firmar la "Exposición a la Reina" de 1868.
Se echó entonces en brazos de la revolución y se le nombró gobernador civil de Granada. Fue varias veces diputado por Mora de Rubielos, provincia de Teruel, entre 1871 y 1879 y por el distrito de Caldas de Reyes (Pontevedra) en 1884-1885. Después, fue un liberal enfrentado a Ruiz Zorrilla y con la Restauración fue nombrado director general de Beneficencia, Sanidad y Establecimientos penales; después de Propiedades del Estado y luego de Impuestos (1879); finalmente subsecretario de Ultramar y ministro del Tribunal de Cuentas en 1891.
Fue designado embajador de España ante el rey de los helenos (de enero a julio de 1869), Argentina (1888-1890), China y Siam (octubre de 1890 a julio de 1891), cargo del que dimitió alegando motivos de salud, y Chile (1895-1900); en este último país su actividad diplomática generó de vuelta en España su procesamiento y prisión en enero de 1901, acusado de irregularidades en el reparto de los fondos que el Estado chileno había destinado a indemnizar a los españoles allí residentes por los perjuicios que les ocasionó la revolución de 1891.
Falleció en Madrid la tarde del 20 de julio de 1904, en la cama de un hospital, según la prensa de la época «pobre, solo y abandonado, después de ocupar una alta posición social y política».
Como escritor de novelas estuvo adscrito al Naturalismo, como poeta en francés lo estuvo al Parnasianismo. Ramón de Campoamor le dedicó los tres cantos de su Los grandes problemas. También redactó artículos de costumbres («La mujer de Málaga») y sostuvo ruidosas polémicas en la prensa. Tradujo la Historia de Roma desde los orígenes itálicos hasta la caída del Imperio de Occidente de Francesco Bertolini (Madrid, 1888) y prologó la obra del preecologista Lino Peñuelas y Formesa El aire, el agua y las plantas (1873).

## Obras
- Les roses de Noël.
- Pensamientos de Otoño.
- Cielo y tierra, 1886, novela.
- Un poco de prosa, artículos literarios, Madrid, 1875.
- Cuentos madrileños, 1884.
- Hablar al alma; comedia en un acto, 1878.
- Colección de artículos políticos publicados en La Política y El Debate, 1872
- El árbol de oro, 1869.
- La leyenda de Los Llanos, revista El Campo, núm. 10, 16-IV, 1878 (p. 150-153).